# Атіша
Атіша Діпанкара Шріджняна (Бенгалі: অতীশ দীপংকর শ্রীজ্ঞান; тибетська: ཇོ་བོ་རྗེ་དཔལ་ལྡན་ཨ་ཏི་ཤ།; китайська: 燃燈吉祥智; піньїнь: Rándēng Jíxiángzhì, 980-1054) — індо-будійський проповідник та релігійний лідер, засновник школи Кадам (буддизм) тибетського буддизму. Він був однією з головних фігур у розповсюдженні буддизму Махаяни та Ваджраяни в XI ст. в Азії, зокрема на острові Суматра. Одна з ключових фігур у становленні Сарми — школи «нових перекладів» у тибетському буддизмі.

## Ранні роки
Атіша народився у 980 році у бенгальскому місті Бікрампур, в аристократичній родині. У дитинстві він носив ім'я Чандрагарбха. З ранніх років виявляв інтерес до буддизму, у 21 рік прийняв чернецтво і отримав ім'я Діпанкара Шріджняна («Славетне Мудре Джерело Світла»). Згідно з традицією, мав 100 вчителів. Відомо, що він був прямим учнем Шантіпи, під проводом якого Атіша вивчав традицію Тантра у буддійському освітньому центрі Шривіджая. Ще одним вчителем Атіши був Наропа.
Атіша отримав фундаментальну буддійську освіту та вчене звання пандита університету Вікрамашіла, в якому оволодів трьома розділами канону — Сутра-пітаки, Віная-пітаки та Абхідхарма-пітаки, був обізнаний у текстах Махаяни, але вважався особливим знавцем логіки та буддійської тантри.

## Діяльність на Суматрі та в Тибеті
Тибетські джерела стверджують, що Атіша провів 12 років на Суматрі і повернувся до Індії у 1025 році. Там він привернув до себе увагу своїми навичками та знаннями, прославився на дебатах та був призначений настоятелем Вікрамашіли.
Тибетська традиція перекладу релігійних текстів вимагала вдосконалення шляхом відновлення традицій усного коментування в ході сумісної роботи індійських та тибетських перекладачів. З цією метою у 1042 році Атіша був запрошений до Західного Тибету. Йому допомагав Рінчен Зангпо, знаменитий перекладач із санскриту. Результатом їхньої спільної праці стали переклади та кодифікації текстів йогатантр та написання коментарів до них. Також Атіша приділяв багато уваги усній проповіді. Він проповідував у центральному Тибеті, в районі Уй, де знайшов перших учнів, які згодом стали засновниками власної тибетської буддійської школи — Кадампа.
Також Атіша впровадив у Тибеті культ богині Тари, який став основою популярної форми тибетського буддизму. Він присвятив Тарі чотири твори, а також брав участь у перекладі шести індійських текстів, пов'язаних із Тарою. У Нетангу Атіша засновує храм Тари, що став центром цього буддійського культу в Тибеті. Також він давав настанови щодо текстів, присвячених Тарі, та відправлення ритуалів широкій аудиторії послідовників буддизму із мирян.
Атіша помер у 1054 році, пробувши в Тибеті 30 років, в селище Н'їтанг, поблизу Лхаси, де зараз встановлена меморіальна ступа. У 1978 році його прах було перенесено у Дакку в Бангладеш.
Перекладацька та проповідницька діяльність Атіші має велике значення у формуванні тибетської буддійської традиції. Завдяки усним настановам Атіші була відроджена, а потім отримала письмове закріплення, традиція коментування канонічних текстів.

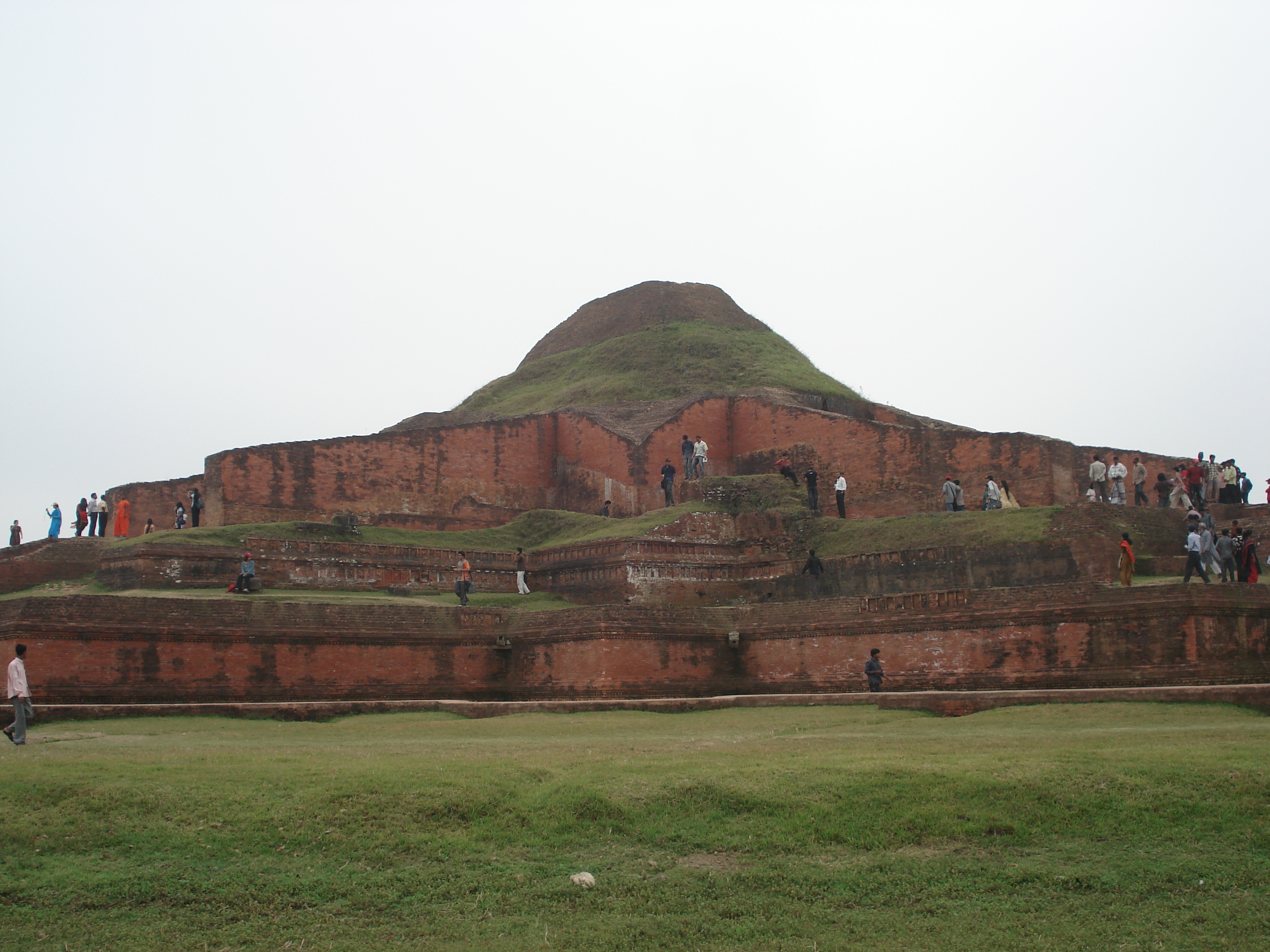
Сомапура Махавіхара, де жив і працював Атіша.

## Твори
Атіша написав 117 книг, 79 з яких збереглися в буддійському каноні Тенгьюр. Його найвідоміший твір Бодхіпатхапрадіпа представляє собою систематизований виклад різних буддійських доктрин. Серед інших відомих творів наступні:
- Charyasanggrahapradipa
- Satyadvayavatara
- Vodhisattvamanyavali
- Madhyamakaratnapradipa
- Mahayanapathasadhanasanggraha
- Shiksasamuchchaya Abhisamya
- Prajnaparamitapindarthapradipa
- Ekavirasadhana
- Vimalaratnalekha